# Phthorima rossica
Phthorima rossica är en stekelart som beskrevs av Győző Szépligeti 1901.
Phthorima rossica ingår i släktet Phthorima och familjen brokparasitsteklar. Inga underarter finns listade i Catalogue of Life.